# Путь Ленинизма
Путь Ленинизма — посёлок в Зональном районе Алтайского края России. Входит в состав Луговского сельсовета.

## География
Посёлок находится в юго-восточной части региона, в пределах Бийско-Чумышской возвышенности, на берегах реки Шубинка, возле административной границы с Целинным районом края.
Климат
Климат умеренно континентальный. Средняя температура января: −18,2 °C, июля: +18,9 °C. Годовое количество атмосферных осадков: 518 мм..

## История
Основан в 1921 г. В 1926 году в коммуне Свет Ленинизма имелось 1 хозяйство и проживало 62 человека (29 мужчин и 33 женщины). В административном отношении входила в состав Луговского сельсовета Бийского района Бийского округа Сибирского края.

## Население
| 1997 | 1998 | 1999 | 2000 | 2001 | 2002 | 2003 | 2004 | 2005 |
| ---- | ---- | ---- | ---- | ---- | ---- | ---- | ---- | ---- |
| 81   | ↗91  | ↘81  | ↘75  | ↗76  | ↘71  | ↘68  | ↘61  | →61  |
| 2006 | 2007 | 2008 | 2009 | 2010 | 2011 | 2012 | 2013 |      |
| ↘60  | ↘54  | ↘51  | ↘48  | ↘46  | ↘44  | →44  | ↘36  |      |

Национальный состав
Согласно результатам переписи 2002 года, в национальной структуре населения русские составляли 91 % от 80 чел.

## Инфраструктура
Социальные услуги жители получают в ближайших населённых пунктах.

## Транспорт
Посёлок доступен автомобильным транспортом.
Подходит  автодорога межмуниципального значения «а/д Р-256 - Луговское - Путь
Ленинизма» (идентификационный номер 01 ОП МЗ 01Н-1503) протяжённостью 25,650 км.